# 391 до н. е.

## Події
- Агесілай проводить кампанію в Коринфі, захопивши кілька укріплених пунктів з великою кількістю полонених і здобичі.
- В Римі з огляду на хворобу обох консулів інтеррексом призначений Марк Фурій Камілл.
- Військові трибуни Гай Емілій Мамерцин та Луцій Емілій Мамерцин.
- Народний трибун Луцій Аппулей.
- Сенони взяли в облогу етруське місто Клузій, яке було союзником Риму.
- Нумерій Фабій Амбуст очолює посольство до сенонів, а потім до Клузія.
- Кінець правління одриського царя Севта II.
- Акарнанія визнає гегемонію Спарти.
- Андокід прибуває у Спарту у складі афінського посольства.
- Платон створює останню п’єсу.

## Померли
- Мо-цзи — китайській філософ школи моїзму (мо-цзя).